# Falerno del Massico rosso
Il Falerno del Massico rosso è un vino DOC la cui produzione è consentita nella provincia di Caserta.

## Caratteristiche organolettiche
- colore: rosso rubino intenso, tendente al granato per l'invecchiamento.
- odore: profumo caratteristico ed intenso.
- sapore: asciutto, caldo, robusto ed armonico.

## Storia
Negli Xenia, Marziale scrive una sorta di catalogo di vini. Fra tutti spicca il Falerno:
Falernum CXI 
"De sinuessanis venerunt Massica prelis:
condita quo quaeris consule? Nullus erat."
Falerno
"Questo vino massico è venuto dai torchi di Sinuessa.
Mi chiedi sotto quale console fu imbottigliato? Non c'erano ancora i consoli."
Oltre al Falerno viene anche celebrato il Massico, proveniente dal monte Massico, a sud di Sinuessa; il suo pregio deriva anche dalla sua leggendaria vecchiaia, che risale addirittura all'età dei re dell'antica Roma. Il vino Massico è anche citato da Orazio (Odi 1,1):
Est qui nec veteris pocula Massici
nec partem solido demere de die
spernit, ...
C'è chi non disdegna le coppe del pregiato vino Massico
o sottrarre del tempo alla giornata di lavoro,...
Il vino Falerno è inoltre il vino di Pilato nel celebre romanzo "Il Maestro e Margherita" di Bulgakov.
Infine vedi anche la voce Falerno dell'enciclopedia

## Produzione
Provincia, stagione, volume in ettolitri
- Caserta  (1991/92)  1242,71
- Caserta  (1992/93)  232,05
- Caserta  (1994/95)  157,5
- Caserta  (1995/96)  159,7
- Caserta  (1996/97)  233,1